# Phoxophrys spiniceps
Phoxophrys spiniceps är en ödleart som beskrevs av  Smith 1925. Phoxophrys spiniceps ingår i släktet Phoxophrys och familjen agamer. Inga underarter finns listade i Catalogue of Life.